# Berzsenyi Dániel Vegyeskar
A Berzsenyi Dániel Vegyeskar megalakulása óta részt vesz a hazai koncertéletben, 1986-tól pedig nemzetközi versenyeken is indulnak, ahol rendszerint dobogós helyen végeznek, és több különdíjat is elhoznak. Legutolsó versenyeredményeik: Kodály Zoltán IV. Magyar Kórusverseny – I. díj (2006); XI. Budapesti Nemzetközi Kórusverseny – Arany Diploma (2007); 43. Nemzetközi Kórusverseny – Miezdryzdroje – Lengyelország – Musica Sacra Kategória – Arany Diploma; Kortárs Kategória – Ezüst Diploma és a Régió Karnagyi Különdíja (2008).

## Történet
A Berzsenyi Dániel Vegyeskar a 2010-ben ünnepli fennállásának 50. évfordulóját. A vegyeskart Békefi Gábor alapította, tőle vette át a vezetést Békefi Antal, majd Joó Ete. A kórus 30 éve működik Vinczeffy Adrienne vezetésével.
A vegyeskar rendszeresen kap külföldi meghívásokat, így jártak Erdélyben, Hollandiában, Svájcban, Írországban, Jugoszláviában, Mexikóban, a Vatikánban, valamint több ízben Angliában, Ausztriában, Franciaországban, Németországban, Olaszországban és Spanyolországban, ahol jelentős sikereket arattak. A kórus és karnagya előszeretettel rendeznek tematikus koncerteket, és fontosnak tartják a fogyatékkal élő gyermekeknek-felnőtteknek rendezett interaktív programjaik rendszeres megrendezését is. 

## Karnagy
Vinczeffy Adrienne karigazgatóként, esetenként karnagyként, elsősorban a Savaria Szimfonikus Zenekar felkéréseinek tesz eleget kórusával, ezek közül kiemelkedik a Michael Haydn Andromeda e Perseo című operájában való részvétel. A kéziratban fennmaradt opera magyarországi bemutatója a Kőszegi Várszínházban, majd a Művészetek Palotájában volt Pál Tamás vezényletével. Az operából lemez is készült, amely az olasz Bongiovanni kiadónál jelent meg (2005).

## Repertoár
A kórus repertoárja a reneszánsz madrigáloktól és motettáktól a kortárs kórusirodalomig terjed: a cappella kórusművek mellett rendszeresen adnak elő hangszerkíséretes és oratórikus kompozíciókat is. Szívesen mutatnak be kortárs műveket, de időről időre előadják régebbi korok kéziratban maradt kompozícióit is.

## Nemzetközi versenyeken, fesztiválokon való részvétel
- 1981-ben Internationale Chorfestival – Oberschützen – Ausztria

- 1986-ban XII. Bartók Béla Nemzetközi Kórusverseny – Debrecen – I. díj

II. Rassegna Internazionale Universitaria di Polifonica – Róma – Olaszország – Fesztiváldíj
- 1987-ben Assisi Festival – festa Musica pro 87 – Assisi – Olaszország

„Énekeljenek a Népek” Nemzetközi Rádiós Kórusverseny – Helsinki – Finnország – II. díj
- 1988-ban I. Nemzetközi Budapesti Kórusverseny – Arany Diploma és a Zsűri Különdíja

- 1990-ben Europa Cantat – Singing Week – Loughborough – Anglia

Internationales Geistliches Chorconcert – Aschaffenburg – Németország
- 1991-ben 38th International Choral Festival – Cork – Írország

Internationale Mozart Symposium – Graz – Ausztria
- 1992-ben Nemzetközi Bartók Béla Szeminárium és Fesztivál – Szombathely

- 1994-ben Concours International de Chant Choral – Tours – Franciaország

- 1995-ben Stelzenfestspiele – Stelzen – Németország

- 1999-ben Concorso Internationale di Canto Corale – Gorizia – Olaszország – Történelmi Kategória – Kategória győztes, Énekegyüttes Kategória – III. díj, Klasszikus Polifónia Legjobb Előadásáért – Különdíj, Egyházi Mű Legjobb Előadásáért – Különdíj

- 2007-ben VI. Magyar és Nemzetközi Karvezetői Konferencia – Záró koncert

XI. Budapesti Nemzetközi Kórusverseny – Arany Diploma
- 2008-ban 53. Nemzetközi Kórusverseny – Miezdryzdroje – Lengyelország – Musica Sacra Kategória – Arany Diploma, Kortárs Kategória – Ezüst Diploma, A Régió Karnagyi Különdíja

## Kiadványok
A vegyeskar több gyűjteményes lemezen is énekel. 1989-től jelentetnek meg önálló lemezeket és kazettákat. 1989-ben jelent meg első egyházi lemezük, a Missae, motettae, hymni, amely Bárdos Lajos latin nyelvű életművéből ad válogatást.
Vinczeffy Adrienne és a vegyeskar az utóbbi években nagyszabású vállalkozásba kezdett, amelynek keretében bemutatják és lemezre rögzítik a magyarországi egyházzene kiemelkedő mestereinek reprezentatív alkotásait. A lemezekhez egy-egy magyar–angol nyelvű könyvecske is társul, amelyekben a zeneszerzők életrajza, kézirataik facsimile-részletei, a szövegek fordításai és egyéb képi dokumentációk, illusztrációk is helyet kapnak. A lemezek és a könyvek Vinczeffy Adrienne szerkesztésében jelennek meg, az életrajzok és a műismertetések is túlnyomórészt tőle származnak. Eddig 6 kiadvány jelent meg A Magyar Egyházzene Évszázadai címmel. A lemezsorozat ökumenikus szellemiségű.
2003-ban jelent meg Az Esterházy udvar zenéje című könyv és dupla CD, amelyen az Esterházy Zenekar zeneszerzőinek – több esetben kéziratban fennmaradt – kompozícióit szólaltatják meg. Az első CD a szakrális, a második a világi zenéből ad válogatást. A lemezekhez kapcsolódó gazdagon illusztrált, magyar–német–angol nyelvű könyvben az Esterházy családról, valamint a zeneszerzőkről és műveikről olvashatnak az érdeklődők.

## Külső hivatkozások
- A vegyeskar a Nyugat-magyarországi Egyetem honlapján